# 臺南市成棒隊
臺南市棒隊為台灣業餘棒球隊，由臺南市政府於2014年4月19日成立。

## 簡史
2012年，臺南市政府為配合執行亞太國際棒球訓練中心計畫，首度拋出有意成立城市成棒隊的意願。
2013年10月25日，以遴選方式聘請前職棒選手張文宗擔任創隊的首任總教練。
2014年1月28日，舉行首次球員的招考。
2014年4月19日，舉行成軍記者會。

## 外部連結
- 臺南市成棒隊在台灣棒球維基館上的頁面（繁體中文）
- 臺南市成棒隊 （页面存档备份，存于）